# Velglint

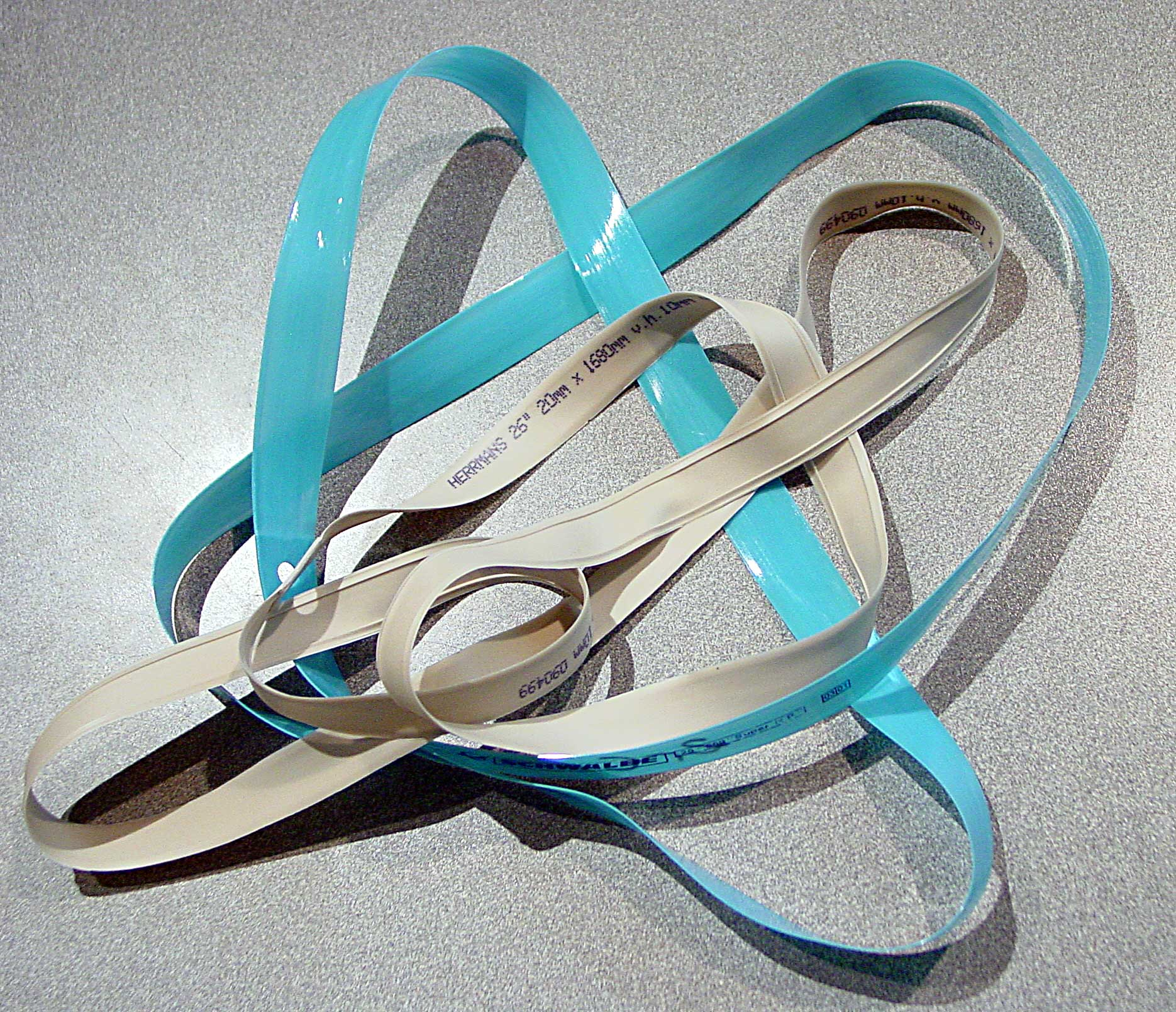
Velglinten

Doorsnede met een draadvelg.
1=velgbed van de velg
2=velglint
3=velgrand van de velg
4=hieldraad in de buitenband
5=opgepompte binnenband
6=buitenband
7=loopvlak van de buitenband

Een velglint is bij wielen een strook materiaal die in de velg wordt toegepast. Het biedt bescherming tegen lekkages van de luchtband.
In het bed van de velg bevinden zich onder meer de spaakgaten en normaal gesproken de nippels op de spaakuiteinden. Om te verhinderen dat bijvoorbeeld een braam op die delen de binnenband kan beschadigen, zit over het velgbed het velglint. 
Bij zogeheten tubeless banden ontbreekt een binnenband. Velglinten kunnen hier toegepast worden om luchtlekken via de spaakgaten te verhinderen.
Velglint kan gemaakt zijn van zacht rubber, hard kunststof of textiel, al dan niet in zelfklevende uitvoeringen. Velglinten bestaan daarnaast onder meer, afhankelijk van het velgbed, in verschillende breedtes.